# Идом (Тексас)
Идом (енгл. Edom) град је у америчкој савезној држави Тексас. По попису становништва из 2010. у њему је живело 375 становника.

## Демографија
Према попису становништва из 2010. у граду је живело 375 становника, што је 53 (16,5%) становника више него 2000. године.
| Група             | 2000.       | 2010.       |
| Белци             | 278 (86,3%) | 307 (81,9%) |
| Афроамериканци    | 0 (0,0%)    | 0 (0,0%)    |
| Азијати           | 0 (0,0%)    | 0 (0,0%)    |
| Хиспаноамериканци | 40 (12,4%)  | 61 (16,3%)  |
| Укупно            | 322         | 375         |